# Mukopolisacharydy
Mukopolisacharydy – organiczne związki chemiczne z grupy glikozoaminoglikanów (GAG).  U ludzi zmniejszają możliwość podrażnień i uczuleń oraz zwiększają odporność skóry na czynniki zewnętrzne. Przeciwdziałają one powstawaniu cellulitu, gromadzeniu się tkanki tłuszczowej oraz mają pozytywny wpływ na prawidłowe krążenie krwi i limfy.
Wykazują działanie nawilżające. Występują w tkance łącznej w połączeniu z białkami (kolagenem, i elastyną), nadają one skórze odpowiednią elastyczność i sprężystość, podtrzymują zewnętrzne warstwy skóry, pełnią również funkcję łącznika naskórka ze skórą właściwą. Pomagają zatrzymać wodę w skórze i przez to ją nawilżają.
Główny przedstawiciel to kwas hialuronowy – jego zawartość obniża się z wiekiem człowieka. Ponadto do mukopolisacharydów należy też heparyna czy siarczan chondroityny.
W reakcji korowej człowieka są wydzielane przez pęcherzyki komórki jajowej do przestrzeni pomiędzy błoną komórki a osłonką przejrzystą.